# Копжасар
Копжасар (каз. Көпжасар, до 1992 г. — Жанаталап) — село в Жангалинском районе Западно-Казахстанской области Казахстана. Административный центр Копжасарского сельского округа. Код КАТО — 274043100.

## Население
В 1999 году население села составляло 1336 человек (652 мужчины и 684 женщины). По данным переписи 2009 года, в селе проживали 1752 человека (863 мужчины и 889 женщин).